# 学校法人聖徳学園 (東京都)

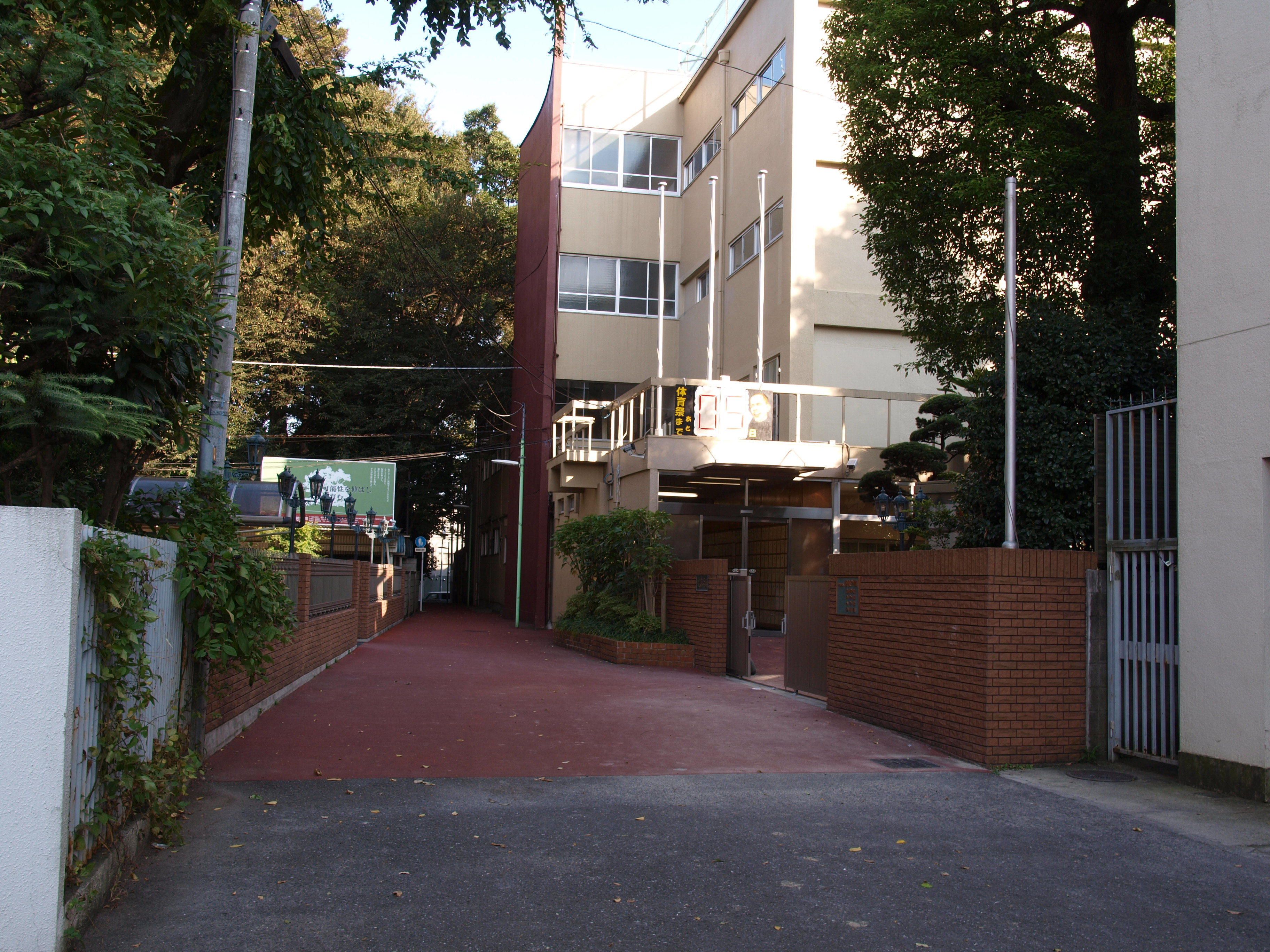
聖徳学園

学校法人聖徳学園（がっこうほうじんしょうとくがくえん）は、東京都武蔵野市にある学校法人。
岐阜県の学校法人聖徳学園や学校法人東京聖徳学園、学校法人大阪聖徳学園とは無関係である。また、東京聖徳学園は「聖徳」を「せいとく」と読むのに対し、本法人は「しょうとく」と読む。

## 沿革
- 1927年（昭和2年） - 関東中学校（旧制中学校）として創立。
- 1948年（昭和23年） - 学制改革により新制関東高等学校となる。
- 1951年（昭和26年） - 学校法人聖徳学園となり、その後、中学校、小学校、幼稚園を併設し、幼稚園から高等学校までを擁する学園となる。
- 1991年（平成3年） - 高等学校名を聖徳学園高等学校に変更した。
- 1992年（平成4年） - 中高一貫教育を開始

## 特色
聖徳学園中学校・高等学校は、少人数制の中高一貫共学校。
文部科学省・東京都指定「学力向上フロンティアスクール・ハイスクール」フルブライトメモリアル基金 マスターティーチャープログラム (MTP) に参加。各国からの視察団受け入れを積極的に行っている。
国際人の育成を目標に、外国人教師による授業や、国際研修旅行（中学3年・高校2年）を行っている。中学3年では、オーストラリア・ニュージーランド・カナダのうち1国を個人で選択。高校2年では、フランス、イタリア・オーストリア、チェコ・ドイツ、スイスのコースのうち1コースを選択する。2006年はハワイコースもあった。また、希望者を対象に、夏休みを利用してカナダまたはアメリカ合衆国に約2週間ホームステイをしている。
5月には体育祭、9月には文化祭が予定され、生徒達が日々、練習・準備をしている。

## 学園内の連携
学園全体での避難誘導訓練や学園通信の発行、食堂や売店の共同利用など様々な点で連携している。

## アクセス
JR中央線・西武多摩川線 武蔵境駅下車南へ徒歩3分。

## 主な関係者

### 教職員
- 伊藤氏貴（文芸評論家）
- 宮尾慈良（アジア民族造形文化研究所教授、アジア演劇研究センター所長）
- 安廣一哉（空手家、格闘家。保健体育非常勤講師として勤務。）
- 富田一彦（後に代々木ゼミナール英語科講師）